# Петро-Марьевское общество каменноугольной промышленности

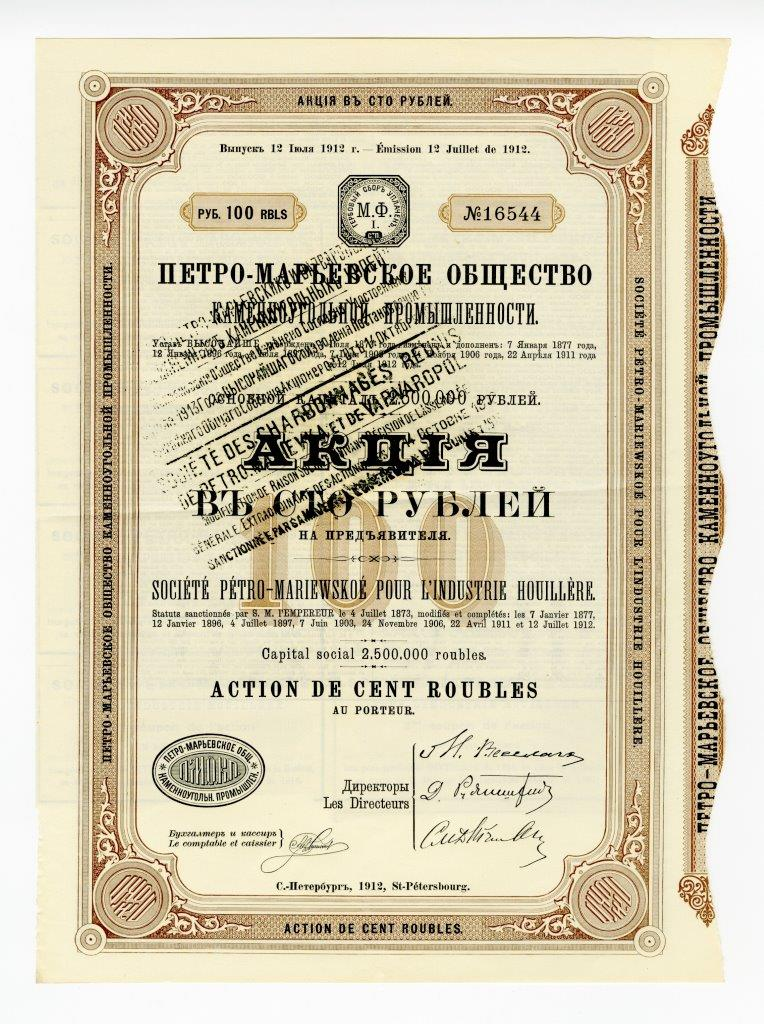
Акция в 100 руб. на предъявителя Петро-Марьевского общества каменноугольной промышленности с основным капиталом в 2,5 млн руб. С.-Петербург, 1912 г.

Петро-Марьевское общество каменноугольной промышленности (Петроварко) — один из пионеров освоения недр Донецкого каменноугольного бассейна.
Общество основано и зарегистрировано в 1873 г. в С.-Петербурге для разработки залежей каменного угля на реке Лугани, в Славяносербском уезде Екатеринославской губернии (Устав Высочайше утвержден 4 июля 1873 г., изменен и дополнен 7 января 1877, 12 января 1896, 4 июля 1897, 7 июня 1903, 24 ноября 1906, 22 апреля 1911 и 12 июля 1912 гг.).
Свои действия Петромарьевское общество начало с построения рудника, являющегося старейшим угледобывающим предприятием в этой местности. В его состав входило 5 шахт: «Мария» (позже шахта им. Менжинского), «Наклонная», «Волков», «Касаткин» и «Эрнест». Запасы угля в недрах только лишь разведанной части исчислялись двумя миллиардами пудов.
В 1888—1893 гг. в целях развития производства компания устроила две канатные дороги от шахт к ст. Варварополье, а в 1900 г. провела железнодорожную ветку к ст. Попасная. К 1903 г. на шахтах и коксовых печах Общества было занято около тысячи рабочих.
В 1903-1908 гг. пост председателя Правления Петро-Марьевского общества каменноугольной промышленности занимал видный русский инженер и техник М. И. Алтухов.
В 1911 г. Петро-Марьевское общество каменноугольной промышленности объединилось с «Варваропольским обществом», разрабатывающим одноименный рудник к востоку от Петро-Марьевского рудника. Компания получила название «Общество Петро-марьевских и Варваропольских объединенных каменноугольных копей», сокращёно «Петроварко».
В 1914 году общество «Петроварко» построило шахты «Альберт» и № 3 в Сокологоровке.
Кроме указанных рудников на территории Петро-Марьевки (c 1920 г. Первомайск) функционировали также рудники Данилова и Глазунова. Все шахты были соединены подъездной железнодорожной линией со станцией Попасная, а «Эрнест» — со станцией Варварополье.